# 野口春生
野口 春生（のぐち はるお、1948年 - 2021年10月28日）はエフエム福岡の元アナウンサー。

## 来歴
熊本県出身。1971年八幡大学（現・九州国際大学）法経学部卒業後、FMラジオ局のエフエム福岡に入社。（おおはら　はるお）名のアナウンサーとして1970年代から80年代にかけて音楽番組などのディスクジョッキーを担当、紳士的かつ品性のある声で番組を進行し評判を得た。その後同社のディレクター、大阪支社長、放送部長、理事などを歴任。現在は系列会社キュー・ミュージックのエグゼクティブ・プロデューサー取締役。
2011年から九州国際大学国際関係学部客員教授（コミュニケーション論）に就任。

## 過去の担当番組
- ポップス・ラヴィング[1]
- アフタヌーン・エコー（3時にお茶を、イージー・リスニングのコーナー）[1]
- エスコート・ミー[1]
- イエ・イエ・ロック[1]

他